# Китриџ (Колорадо)
Китриџ (енгл. Kittredge) насељено је место без административног статуса у америчкој савезној држави Колорадо.

## Демографија
По попису из 2010. године број становника је 1.304, што је 350 (36,7%) становника више него 2000. године.
| Група             | 2000.       | 2010.         |
| Белци             | 904 (94,8%) | 1.211 (92,9%) |
| Афроамериканци    | 2 (0,2%)    | 7 (0,5%)      |
| Азијати           | 2 (0,2%)    | 9 (0,7%)      |
| Хиспаноамериканци | 27 (2,8%)   | 49 (3,8%)     |
| Укупно            | 954         | 1.304         |